# Maurice Kaouza
Pour les articles homonymes, voir Gareau.
Maurice Kaouza (aussi connu sous le pseudonyme de Maurice Gareau), né le 2 avril 1911 à Brimont dans la Marne et mort le 28 septembre 1986 à Paris 14e, est un officier des Forces françaises libres pendant la Seconde Guerre mondiale, compagnon de la Libération. Député en 1944 et en 1945-1946, il est préfet honoraire en 1971.

## Biographie
Fils de commerçants, Maurice Kaouza est né en 1911. Il passe son baccalauréat, puis entre à l'École normale pour être instituteur.
Maurice Kaouza réussit ensuite le brevet supérieur d'inspectorat de l'enseignement et devient inspecteur de l'enseignement primaire. Il effectue son service militaire en 1931 dans l'aviation à l'école de la base aérienne d'Avord, comme EOR. Il est ensuite directeur d'école à Dakar,.

### Résistant pendant la Seconde Guerre mondiale
Pendant la Seconde Guerre mondiale, après l'appel du général de Gaulle, il suscite la Résistance à Gao et à Dakar, et transmet des informations au général de Gaulle.
Arrêté à Dakar, évadé, il est repris et envoyé en France pour y être jugé. Condamné pour faits de résistance, il s'évade une nouvelle fois et réussit à passer en Espagne, où il est de nouveau interné.
Il arrive quand même à rejoindre Londres, où il s'engage comme sergent dans les Forces aériennes françaises libres, sous le pseudonyme de « Maurice Gareau ».
Nommé administrateur en Corse, puis sous-préfet d'Avranches, il prend les décisions et transmet les renseignements facilitant les combats de la Libération.
À la fin de la guerre, il est compagnon de la Libération, et capitaine de réserve.

### Député à l'Assemblée consultative puis à l'Assemblée nationale constituante
Délégué (député) de l'AOF, il siège à l'Assemblée consultative provisoire en 1944. Il fait partie de plusieurs commissions parlementaires, notamment les commissions de la France d'outre-mer, de l'intérieur et de la santé publique, de coordination des affaires musulmanes.
L'année suivante, il est élu le 21 octobre 1945 député du Soudan-Niger à la 1re Assemblée nationale constituante et siège en 1945-1946, comme membre de la « Résistance démocratique et socialiste ». Il participe à la Commission de l'intérieur, de l'Algérie et de l'administration générale, départementale et communale. Il participe aussi à la discussion de plusieurs propositions de lois. Il siège jusqu'au 10 juin 1946.

### Conseiller général, conseiller de l'Union française, préfet
Maurice Kaouza est en plus conseiller municipal de Paris et conseiller général du département de la Seine de 1945 à 1953. Il est ensuite conseiller de l'Union française de 1953 à 1958, comme appartenant au groupe républicain social de l'Assemblée nationale.
Il reprend place en 1959 dans le corps préfectoral, en tant que préfet mis à la disposition du ministre de l'Intérieur. Il est préfet honoraire en 1971.

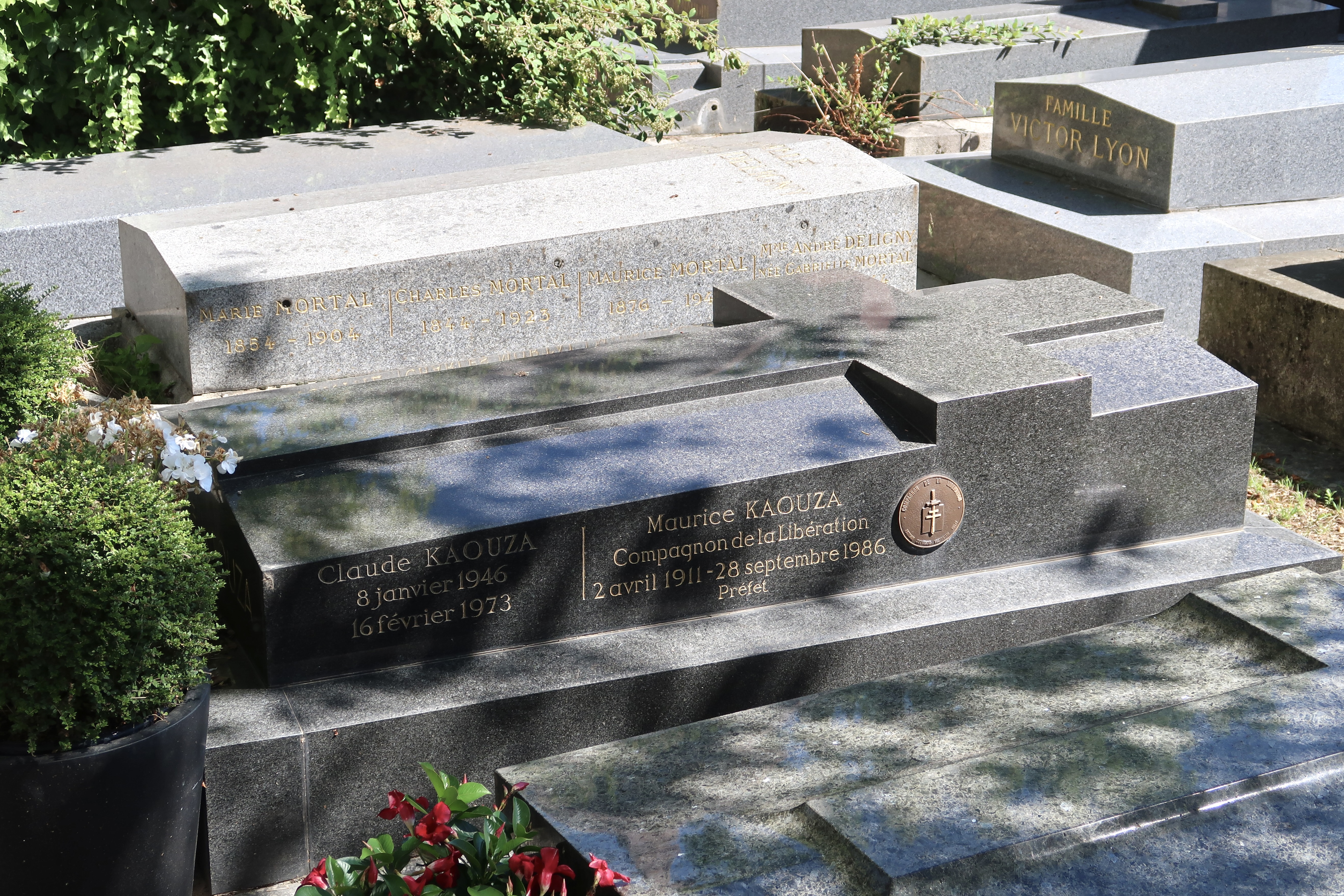
Sépulture au cimetière de Passy (Paris).

Maurice Kaouza est mort le 28 septembre 1986 à Paris. Il est enterré au cimetière de Passy.

## Décorations
- Officier de la Légion d'honneur
- Compagnon de la Libération par décret du 20 novembre 1944[4]
- Croix de guerre 1939–1945, palme de bronze
- Médaille de la Résistance française avec rosette
- Médaille des évadés